# Nucifraga caryocatactes

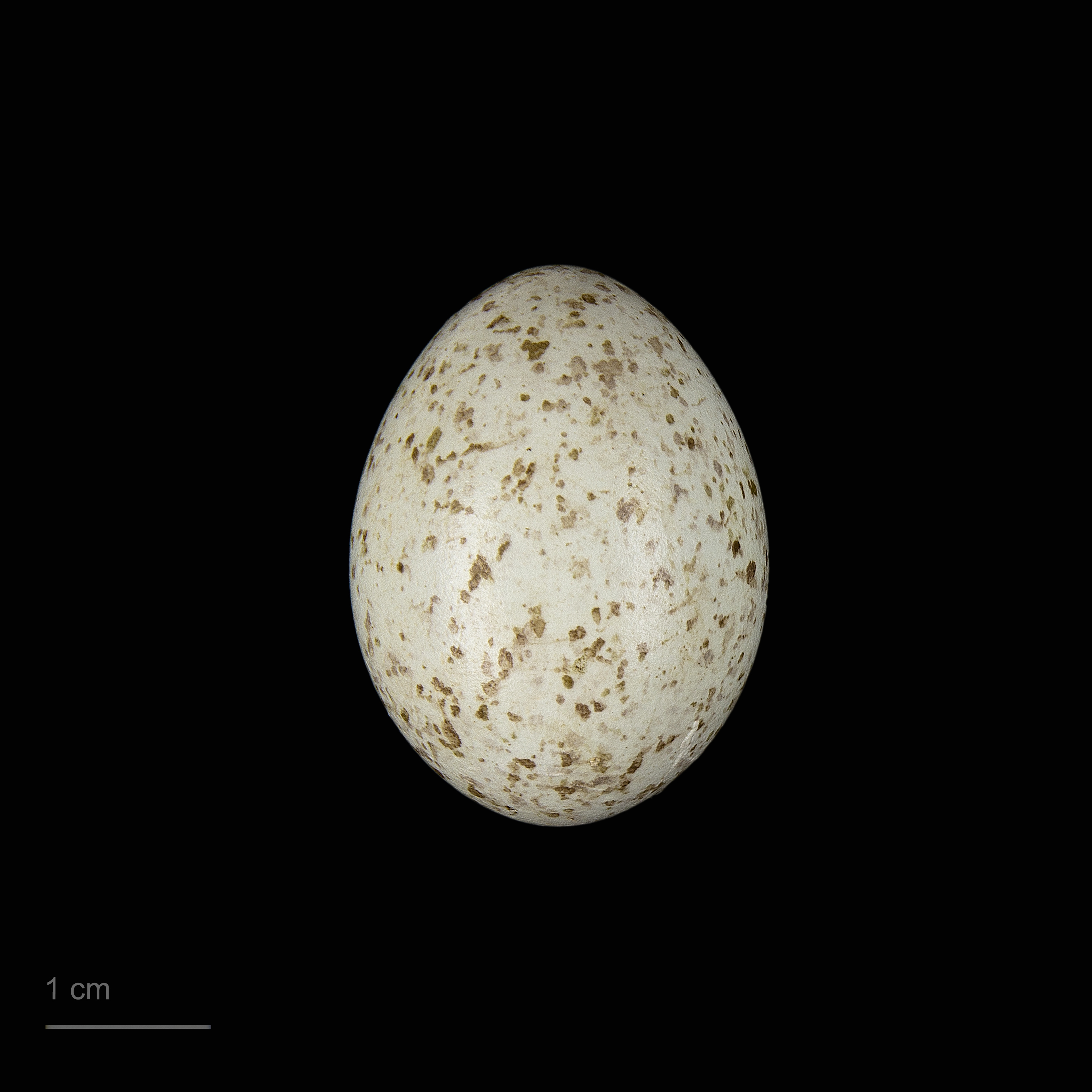
Nucifraga caryocatactes caryocatactes

Nucifraga caryocatactes là một loài chim trong họ Corvidae.
Có 9 phân loài được công nhận
- Phân loài chỉ định caryocatactes (Linnaeus, 1785) Scandinavia đến nam và đông châu Âu; Caucasus và bắc Kazakhstan; trú đông ở phía nam nước Nga;
- macrorhynchos (Brehm, 1823) bắc và đông nam châu Á, phân bố không liên tục ở bắc Iran, bán đảo Triều Tiên và bắc Trung Quốc; lang thang đến Thổ Nhĩ Kỳ
- rothschildi (Hartert, 1903) các núi Thiên Sơn và Dzungarian Alatau, Kazakhstan và Trung Quốc;
- japonica (Hartert, 1897) các đảo Kuril, Hokkaido, Honshū và Hondo, Nhật Bản;
- owstoni (Ingram, 1910) Đài Loan;
- interdicta (Kleinschmidt và Weigold, 1922) các núi Trung Quốc (Liaoning);
- hemispila (Vigors, 1831) Himalayas (tây Nepal đến nam Kashmir);
- macella (Thayer and Bangs, 1909) dãy Himalaya đến nam Tây Tạng, tây Nepal, bắc Myanmar và tây nam Trung Quốc;
- yunnanensis (Ingram 1910) đông nam Trung Quốc (Vân Nam).